# Parmenonta punctigera
Parmenonta punctigera là một loài bọ cánh cứng trong họ Cerambycidae.